# Sonet 37 (William Szekspir)

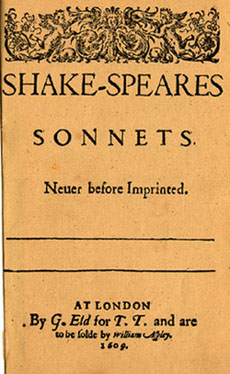
Strona tytułowa pierwszego wydania sonetów Shakespeare’a

Sonet 37 (Jak stary ojciec znajduje uciechę) – jeden z cyklu sonetów autorstwa Williama Shakespeare’a. Po raz pierwszy został opublikowany w 1609 roku.

## Treść
W sonecie tym podmiot liryczny opisuje radość, jaką sprawiają mu sukcesy tajemniczego młodzieńca. Porównuje ją do radości ojca, spowodowanej szczęściem syna.